# Latis (mythologie)
Dans la religion gallo-romaine, Latis était le nom de deux divinités adorées en Grande-Bretagne, l'une étant une déesse (Dea Latis), l'autre un dieu (Deus Latis), tous les deux connus d'une seule inscription chacun.

## Étymologie
Le nom «Latis» peut être lié aux mots proto-celtiques *lati qui signifie «liqueur», *lat- «jour», ou *lāto- «désir».

## Dea Latis
La dédicace à Dea Latis a été trouvée en 1873 au fort romain de Birdoswald, à Cumbria en Angleterre. Il se lit simplement:
DIE LATI : A la désesse Latis.
Le E est écrit comme un ||. La pierre est aujourd'hui dans le musée de Carlisle.
Latis est connue comme la déesse de l'eau et de la bière. Elle a peut-être été associée aux rivières voisines.

## Deus Latis
La dédicace à Deus Latis, récupérée sur un autel en pierre au fort romain d'Aballava, à Burgh by Sands (également dans le comté de Cumbria) se lit comme suit:
DEO LATI LVCIVS VRSEI : Au dieu Latis, Lucius Ursei (consacre cela).
La pierre d'autel au dieu Latis a été trouvée près d'une image d'un dieu cornu nommé Belatucadros.

## Latiscum
Le nom de la cité fossile de Latiscum élevée sur une butte isolée dans une boucle de la Seine près de Vix dans le nord Bourgogne, occupée du Hallstadt à la fin du Haut-Moyen Âge, pourrait se référer à l'une de ces divinités.

### Pages connexes
- Religion celtique
- Belatucadros